# Concert in Japan
| Recensione                          | Giudizio |
| ----------------------------------- | -------- |
| AllMusic                            | [ 1 ]    |
| The Rolling Stone Jazz Record Guide | [ 2 ]    |

Concert in Japan è un album live del musicista jazz statunitense John Coltrane, comprendente la registrazione parziale dei concerti tenuti nel 1966 in Giappone dal quintetto di Coltrane, composto dalla moglie/pianista Alice, da Pharoah Sanders al sax e al clarinetto basso, dal bassista Jimmy Garrison e dal batterista Rashied Ali. L'album è stato pubblicato nel 1973 su doppio LP dalla Impulse! Records.

## Descrizione
Le esibizioni incise sull'album provengono dall'unica tournée in Giappone fatta da Coltrane nel luglio 1966. Il sassofonista si esibì con il suo gruppo in due arene di Tokyo, la "Shinjuku Kosei Nenkin Hall" e la "Sankei Hall", riscuotendo un notevole successo di pubblico.
A questo punto della sua carriera, Coltrane era fortemente immerso nello sperimentalismo più avant-garde che si potesse associare ad uno stile di jazz. Sanders, che era un innovatore e pioniere del free jazz, influenzò fortemente il modo di suonare di Coltrane.

## Tracce
Disco 1
1. Afro Blue – 12:22
2. Peace on Earth – 26:25

Disco 2
1. Crescent – 54:33

Disco 3
1. Peace on Earth – 25:05
2. Leo – 44:49

Disco 4
1. My Favorite Things – 57:19

## Formazione
- John Coltrane - sassofono soprano, sassofono alto e tenore, clarinetto basso, percussioni
- Alice Coltrane - pianoforte
- Pharaoh Sanders - sassofono alto e tenore, clarinetto basso, percussioni
- Jimmy Garrison - contrabbasso
- Rashied Ali - batteria